# Cinema São Jorge

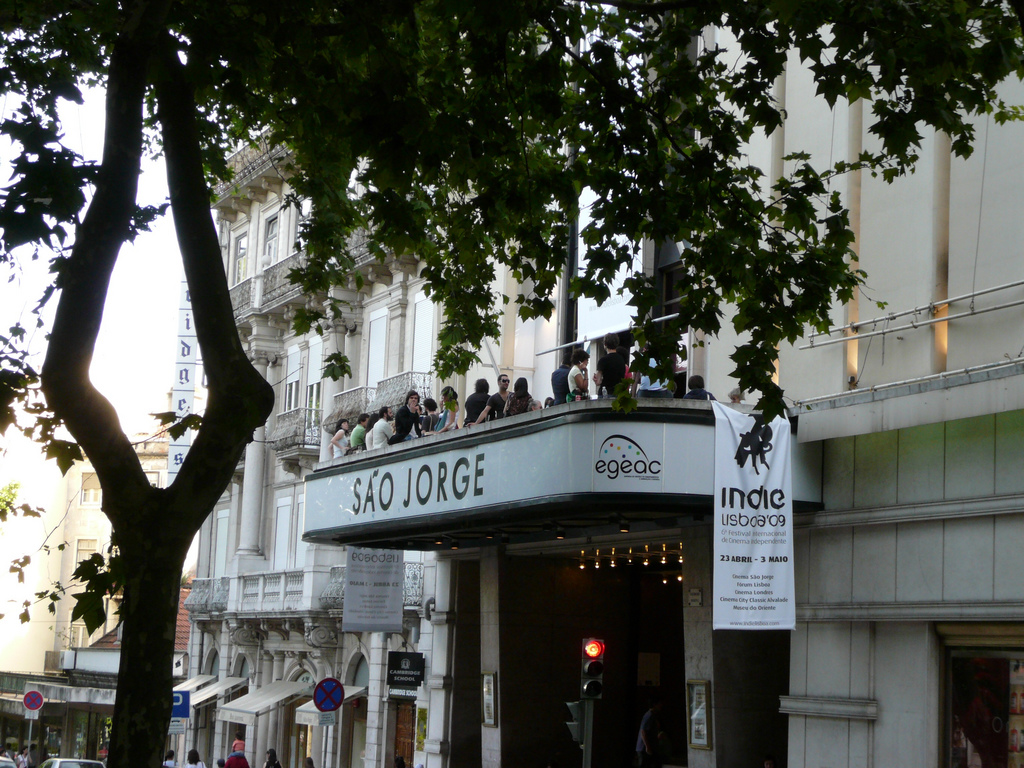
Cinema São Jorge, Filmfestival IndieLisboa 2009

Das Cinema São Jorge ist ein Premierenkino im Zentrum der portugiesischen Hauptstadt Lissabon.

## Geschichte
Das Kino wurde ab 1947 an der südwestlichen Seite der Prachtstraße Avenida da Liberdade an der Stelle des Palacete da Baronesa de Samora Correia errichtet. Architekt war Fernando Silva, der dafür 1950 mit dem Prémio Municipal de Arquitectura ausgezeichnet wurde.
Das Kino verfügt über drei Säle mit zusammen mehr als 1000 Sitzplätzen. Es ist Spielstätte für mehrere Filmfestivals.
Seit 1989 läuft der Antrag auf Klassifizierung als Imóvel de Interesse Público (IIP).